# Antonio Maida
Antonio Maida (Buenos Aires, 15 de julio de 1913 – ídem, 23 de agosto de 1984) fue un cantor dedicado al tango que se desempeñó como director artístico de Radio del Pueblo. 

## Biografía
Sus padres fueron Nicolás y María Rosa Sorrentino, y su hermano mayor Roberto (1908-1993), fue uno de los cantores más importantes  de Francisco Canaro. Nació en el barrio de Balvanera de la ciudad de Buenos Aires, cerca del Mercado Spinetto. 

## Actividad profesional
Debutó en el Café Germinal a los dieciséis años en una orquesta juvenil pasando luego a la de Juan Maglio (Pacho). En 1931 cantó en Radio Cultura acompañado por un conjunto que dirigía el joven pianista Orlando Goñi.
A principio de 1934 lo contrató Edgardo Donato para que reemplazara al cantor Félix Gutiérrez y el 9 de enero de ese año registró su primer disco, el tango Esto es el colmo de Vicente Vilardi, Alberto Maraviglia y Leopoldo Amoroso, para el sello RCA Victor.
Donato incorporó a su orquesta tanguera una modalidad distinta, que más adelante desarrolló con éxito Enrique Rodríguez, con el agregado de piezas de otros ritmos, como foxtrots, pasodobles y rancheras. Es así que entre 1934 y 1935 con la voz de Antonio Maida grabó piezas como los pasodobles Sandia calada y Noches sevillanas y las rancheras Abandonada, De ade yerba, Ensalada mixta y Pa semejante candil, además de los tangos Quién más, quién menos, Riachuelo -tema de la película homónima que había compuesto Donato- y Ruego, todos por Maida a dúo con el violinista de la orquesta Armando Julio Piovani que en esa labor tomaba el nombre de "Randona". Grabaron en total 24 temas.
Algunas de las obras más requeridas por el público mientras estuvo con la orquesta de Donato fueron su excelente creación de El huracán, Berretín y la milonga Corrales viejos. En 1935, compartió los cantables con el joven Hugo del Carril.
Desde 1936, Maida actuó en Radio Belgrano y en diversos locales, siempre acompañado por conjuntos de guitarras, especialmente el integrado por Pascual Avena, Enrique Toto y Alberto Adolfo, además, estrenó Media noche, tango de Aníbal Troilo con letra de Héctor Gagliardi e incorporó a su repertorio el vals-tango Claro de luna, de los mismos autores. 
En 1944 lo contrató Ricardo Malerba para incorporarse a su orquesta, y con ella volvió a registrar Media noche, que era su carta de presentación desde 1936. El éxito de su interpretación dio difusión a este tango, que no había sido grabado por Troilo, motivando que lo incluyeran en su repertorio distintas agrupaciones orquestales , entre ellas la orquesta de Osvaldo Pugliese en una destacada versión con la voz de Alberto Morán. También con Malerba grabó, entre otros temas Encuentro, Pasado florido, Siglo veinte y Una copa más hasta que a finales de 1946, Maida se desvinculó y continuó su carrera como solista en Radio Belgrano acompañado por los guitarristas del elenco estable de la emisora Antonio Ciaccio, Héctor Davis y Ubaldo De Lío.
Trabajó en diversos espectáculos de locales de la zona de la Avenida Corrientes, como los cafés Tango Bar, Café El Nacional y La Armonía y los cabarés Maipú Pigall y Marabú, entre otros.
Actuó en los filmes Joven viuda y estanciera (1941) dirigido por Luis Bayón Herrera y La Rubia Mireya (1948) protagonizada por Mecha Ortiz y Roberto Escalada, dirigido por Manuel Romero, donde interpreta el tango Tiempos viejos.

## Radio
Antes de retirarse, hizo en Radio Belgrano un importante ciclo  junto a su gran amigo Roberto Flores (El Chato) y la cancionista Rosita Lavalle. En fue nombrado asesor artístico de LS6 Radio del Pueblo y en febrero de 1959 pasó a ser su director general. Mientras estuvo en ese cargo siempre tenía las puertas abiertas para los artistas de la música popular y fue uno de los períodos de mayor difusión del tango en ese medio. Solistas, conjuntos y orquestas de tango ocupaban durante la semana gran parte de la programación y los fines de semana, participaban estrellas de la magnitud de Carlos Fontán (El Duende), Alberto Marino, Edmundo Rivero, Julio Sosa, Roberto Rufino, y Aníbal Troilo con su cuarteto, que completaban Roberto Grela, Edmundo P. Zaldívar (h.) y Rafael del Bagno.

## Tango
El 3 de mayo de 1963, inauguró junto a sus amigos Atilio Stampone, Rinaldo Fioramonte Martino y Vicente Fiaschi, el local tanguero más importante de la década, el histórico Caño 14 instalado en la calle Uruguay 952 y, más adelante, en Talcahuano 975, por donde pasaron artistas de la talla de Troilo con su cuarteto, Leopoldo Federico, Enrique Mario Francini, Roberto Goyeneche, Roberto Grela,  Edmundo Rivero, Roberto Rufino y Héctor Stamponi, entre otros.